# Дупондий
Дупондий е римска монета от месинг или бронзовата сплав орихалк. Равнява се на 1/8 денарий, 1/2 сестерция или 2 аса. Рядко се появява по време на Републиката. След император Август, до средата на III век сл. Хр. се отсича и циркулира редовно. Обикновено на лицевата страна е изобразен императорски портрет със сияеща корона (Corona Radiata). Подобно на аса и сестерцията дупондият отпада от редовна употреба след средата на III век.